# Maple Heights-Lake Desire
Maple Heights-Lake Desire és una concentració de població designada pel cens dels Estats Units a l'estat de Washington. Segons el cens del 2000 tenia 2.569 habitants.

## Demografia
Segons el cens del 2000, Maple Heights-Lake Desire tenia 2.569 habitants, 902 habitatges, i 736 famílies. La densitat de població era de 243,1 habitants per km².
Dels 902 habitatges en un 37,6% hi vivien nens de menys de 18 anys, en un 72,4% hi vivien parelles casades, en un 5,8% dones solteres, i en un 18,4% no eren unitats familiars. En el 13,4% dels habitatges hi vivien persones soles el 3,3% de les quals corresponia a persones de 65 anys o més que vivien soles. El nombre mitjà de persones vivint en cada habitatge era de 2,84 i el nombre mitjà de persones que vivien en cada família era de 3,11.
Per edats la població es repartia de la següent manera: un 26,8% tenia menys de 18 anys, un 5,1% entre 18 i 24, un 30,6% entre 25 i 44, un 28,9% de 45 a 60 i un 8,6% 65 anys o més.
L'edat mediana era de 39 anys. Per cada 100 dones de 18 o més anys hi havia 104,1 homes.
La renda mediana per habitatge era de 75.741 $ i la renda mediana per família de 78.848 $. Els homes tenien una renda mediana de 56.761 $ mentre que les dones 38.125 $. La renda per capita de la població era de 33.209 $. Aproximadament el 0,6% de les famílies i el 2,2% de la població estaven per davall del llindar de pobresa.

## Poblacions més properes
El següent diagrama mostra les poblacions més properes.